# مالك بن معاوية
مالك بن معاوية هو ملك كِندة ومذحج وكان حاكمًا لهذا التحالف خلال فترة حكم الملك الحميري شمر يهرعش
(287م - 312م)

## المصدر التاريخي
ورد ذكره في نقش سبئي عثر عليه في معبد أوام/محرم بلقيس في مأرب. ويتحدث النقش عن زيارة قام بها الملك مالك بن معاوية لملك حمير شمر يهرعش وتقديمه قربان للإله السبئي الرئيسي «المقة» في معبده المركزي أوام، وهي المرة الأولى التي يذكر بها هذا الملك في النقوش وهو غير معروف حتى الآن.

## النقش
النص: الوارد في الصورة المقابلة.
المعنى:
مالك بن معاوية ملك كندة ومذحج أهدى إلمقه ثهوان بعل أوام صنم برونزي عندما مضي وأسرع ووضع يده بيد ملكه شمر يهرعش ملك سبأ وذي ريدان بن يأسر يهنعم ملك سبأ وذي ريدان بمدينة مأرب وعسى إلمقه ثهوان  رب معبد أوام يكرم عبده مالك بن معاوية حظوة ورضى مليكه شمر يهرعش